# Passiflora costaricensis
Passiflora costaricensis Killip – gatunek rośliny z rodziny męczennicowatych (Passifloraceae Juss. ex Kunth in Humb.). Występuje naturalnie w Meksyku, Belize, Gwatemali, Hondurasie, Nikaragui, Kostaryce, Panamie, zachodniej Kolumbii oraz w Ekwadorze. 

## Morfologia
PokrójZdrewniałe, trwałe, owłosione liany.
LiścieEliptyczne, podwójnie klapowane, sercowate u podstawy. Mają 10,5–14 cm długości oraz 9,6–10,3 cm szerokości. Całobrzegie, z tępym lub ostrym wierzchołkiem. Ogonek liściowy jest owłosiony i ma długość 35–40 mm. Przylistki są liniowe, mają 8–10 mm długości.
KwiatyPojedyncze lub zebrane w pary. Działki kielicha są liniowo lancetowate, zielonkawe, mają 2 cm długości. Płatki są podłużne, białe, mają 0,8 cm długości. Przykoronek ułożony jest w jednym rzędzie, ma 8 mm długości.
OwoceSą wrzecionowatego kształtu. Mają 7–8 cm długości i 1–1,5 cm średnicy.